# Eros + Massacre
Eros + Massacre (エロス＋虐殺 Erosu purasu gyakusatsu?) es una película japonesa en blanco y negro de 1969 del director Kiju Yoshida. Se trata de la primera parte de una trilogía sobre el radicalismo político. Fue seguida por Heroic Purgatory (1970, sobre el comunismo) y Coup d'Etat (1973, sobre el nacionalismo y la derecha extremista).
Pertenece a la Nueva ola japonesa, y aborda temas como el amor libre, el anarquismo, el feminismo.

## Sinopsis
La película cuenta la vida de Sakae Osugi, anarquista y militante japonés, asesinado por la policía militar (Incidente de Amakasu) durante el caos que siguió el terremoto de Kanto de 1923. La película expone las relaciones que tuvo Sakae Osugi con tres mujeres : su esposa Yasuko Hori, la militante feminista Itsuko Masaoka, y su última amante Noe Itō, autora anarquista y feminista asesinada al mismo tiempo que él. La narración pone en escena a dos estudiantas, Eiko Sokuta y su amiga Wada que descubren en 1969 las ideas políticas y el concepto de « amor libre » formulado por Ōsugi en sus escritos.

## Ficha técnica
- Título : Eros + Massacre
- Título original : エロス＋虐殺, Erosu purasu Gyakusatsu
- Dirección : Yoshishige Yoshida
- Guion : Yoshishige Yoshida y Masahiro Yamada
- Música : Toshi Ichiyanagi
- País de origen : Japón
- Idioma : japonés
- Formato : Negro y blanco - Formato de proyección : 2,35:1 - Monofónico - Formato 35 mm
- Género : Drama
- Duración : 165 minutos (versión corta), 202 minutos (versión larga)
- Fecha : 1969